# Барнаульский трамвай

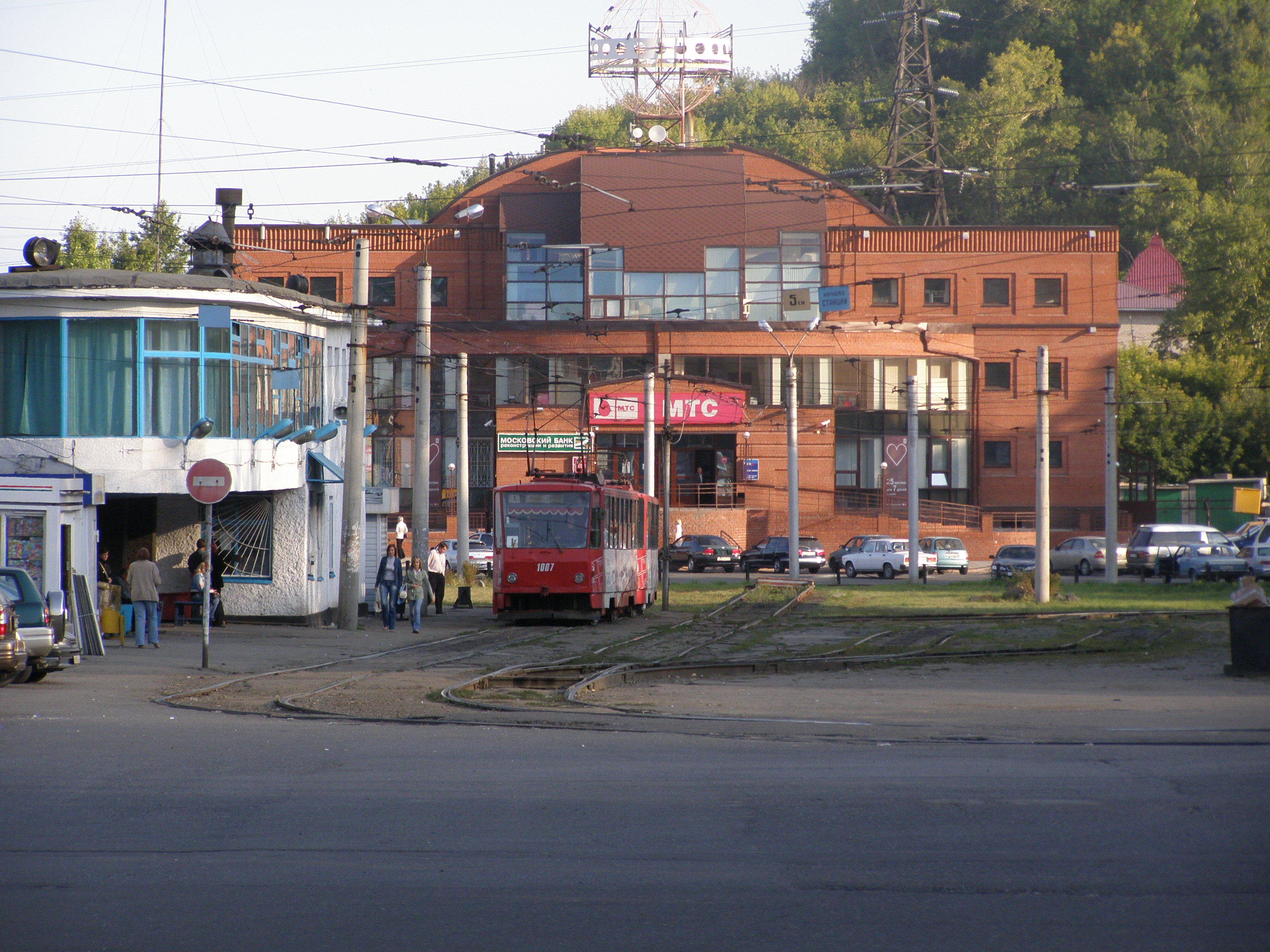
Конечная остановка на площади Свободы

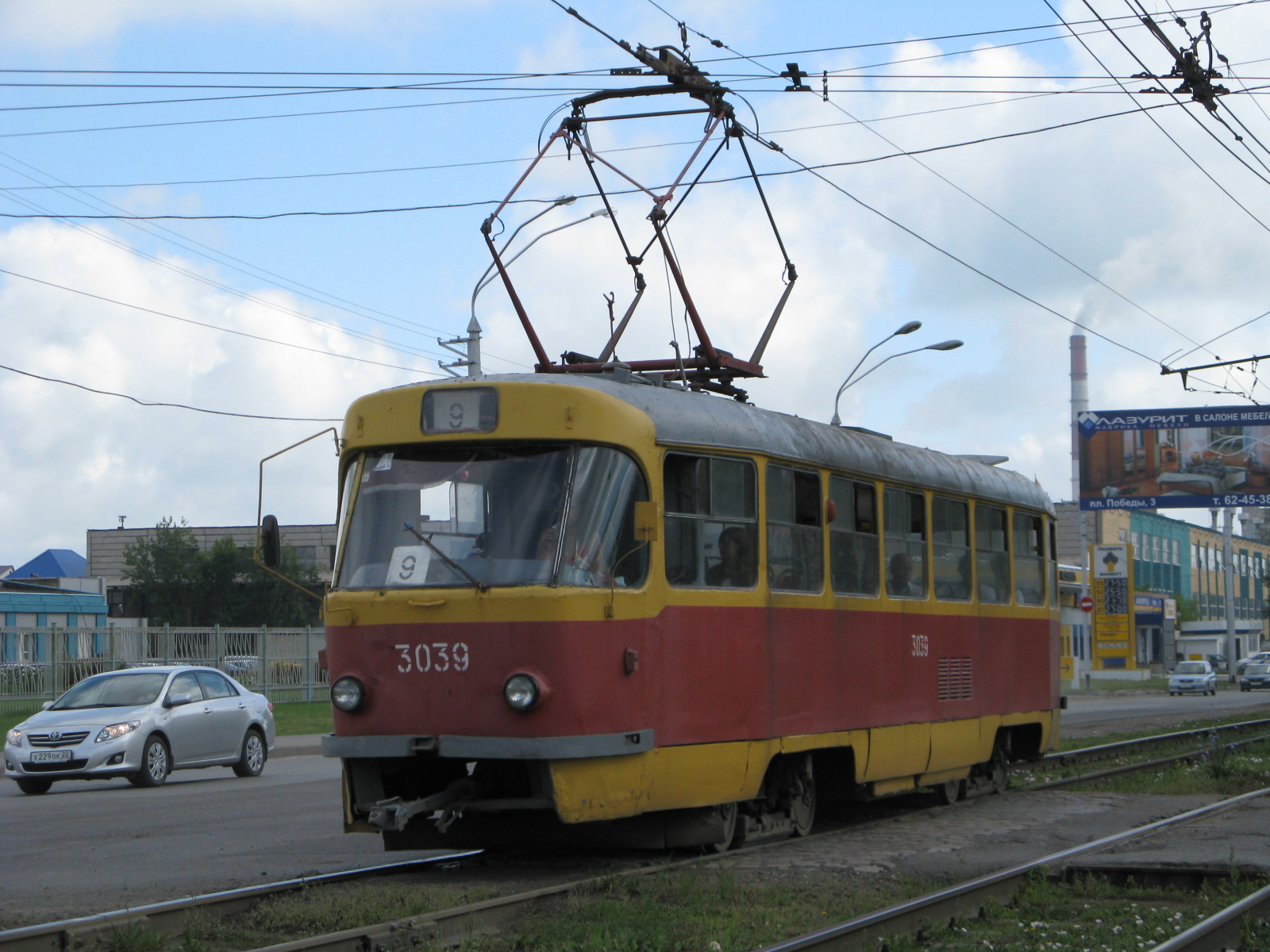
T3SU на проспекте Космонавтов.

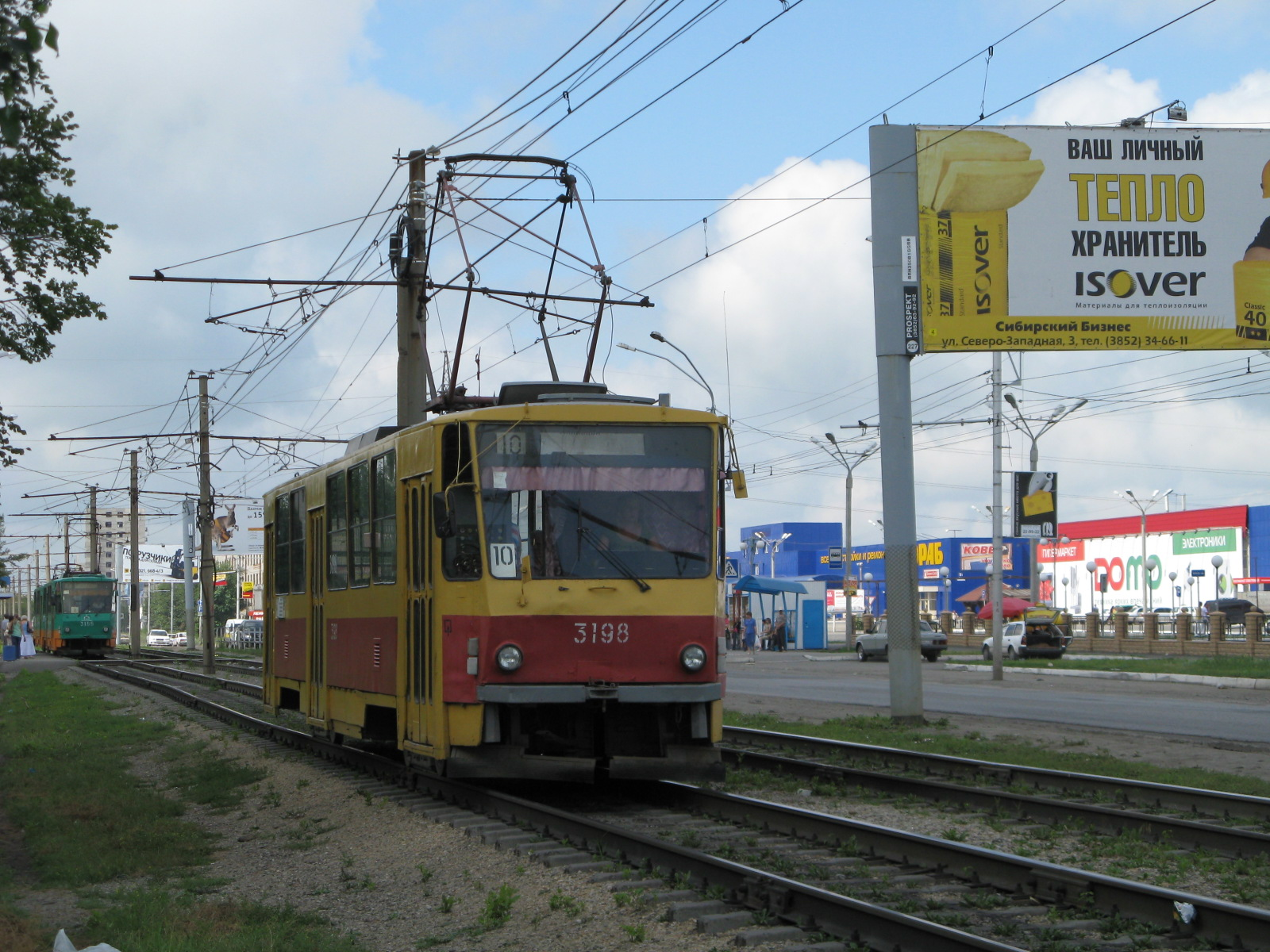
T6B5 на проспекте Космонавтов.

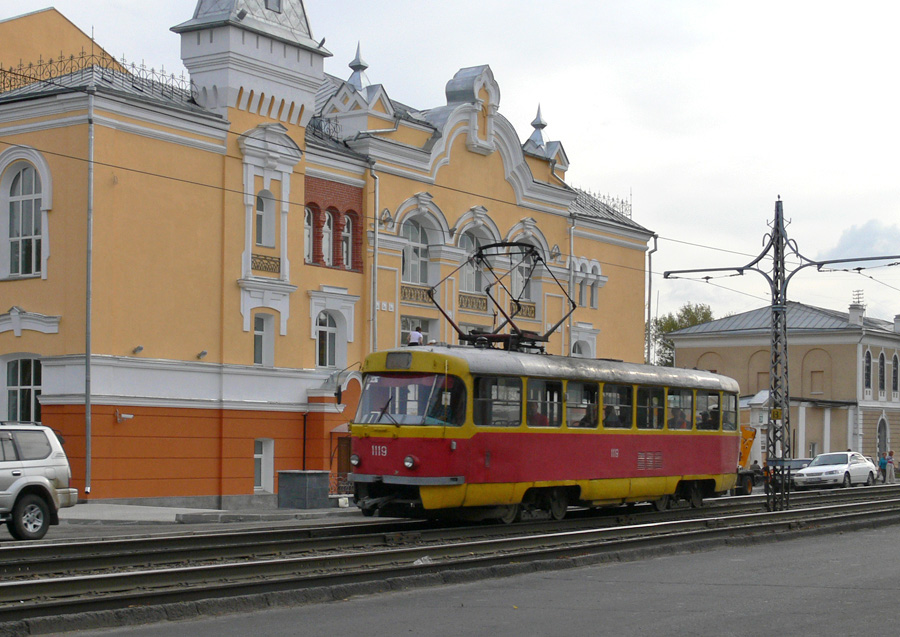
Tatra T3 около каменного терема Ивана Рапиторы, на ул.Чернышевского

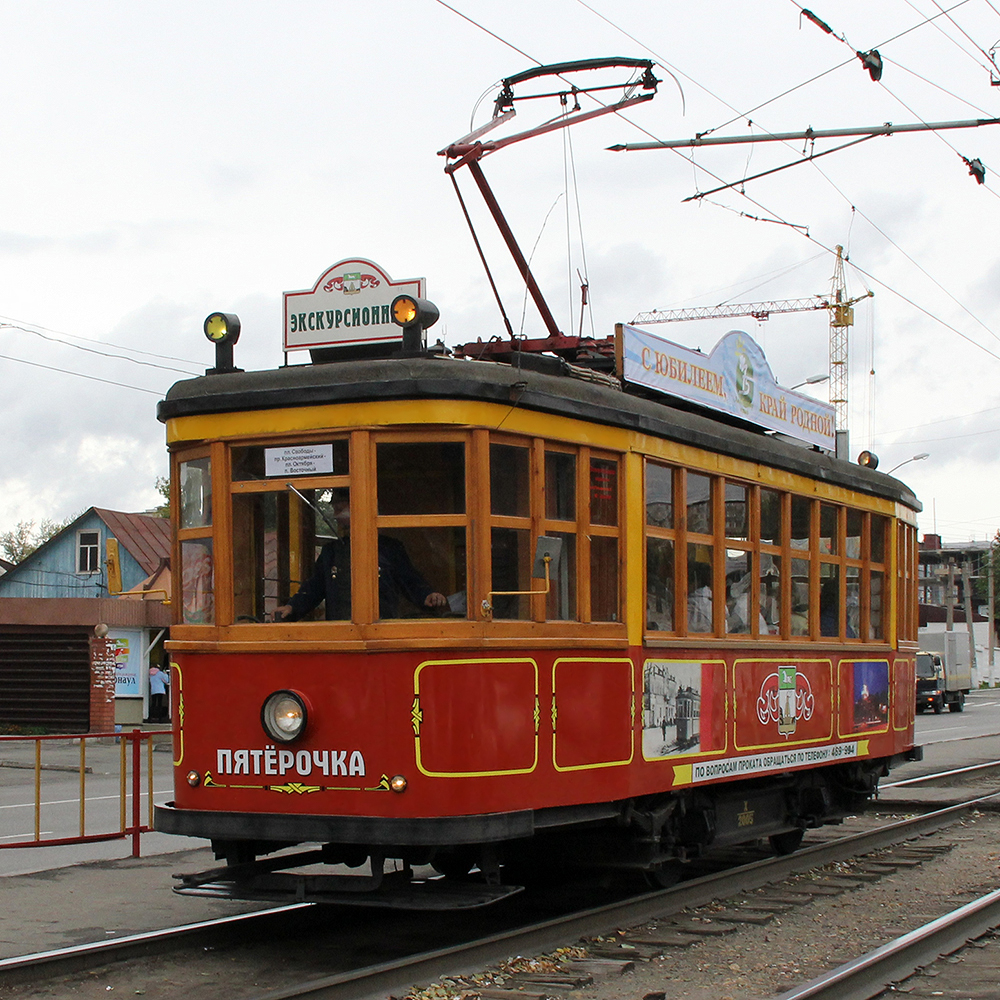
Вагон Х в Барнауле в день 75-летия Алтайского края

Барнау́льский трамва́й — трамвайная система в Барнауле, Алтайский край. Запущена в эксплуатацию 7 ноября 1948 года. По состоянию на 2022 год, в Барнауле действует 8 трамвайных маршрутов, общая протяжённость путей равна 125 км.
Сеть Барнаульского трамвая можно условно разделить на две, разделённых между собой железной дорогой. Связь между ними осуществляется через относительно узкие транспортные коридоры — путепровод на Ленинском проспекте, над железнодорожными путями (по нему проходят трамвайные маршруты №1, №7) и через путепровод на проспекте Строителей под железнодорожными путями (через него проходит маршрут №5 и некоторые рейсы из депо и в депо на проспекте Коммунаров). Однако, после закрытия трамвайного депо №1 на улице Анатолия все трамвайный маршруты в центральной части города обслуживаются депо №2 и №3, расположенными за путепроводами на проспекте Ленина и проспекте Строителей, что исключает возможность полного обособления двух сетей друг от друга.
Объём ежедневных перевозок составляет около 250 тысяч пассажиров. Цена проезда с 1 мая 2025 года — 40 рублей (по электронной системе оплаты — 29 рублей). Основной маркой подвижного состава являются вагоны производства чешской ЧКД. По состоянию на февраль 2022 года проходит частичная модернизация вагонов Tatra Т3.

## История
Первые планы по созданию трамвая в Барнауле появились ещё в 1911 году. Консульство США в Москве обратилось с просьбой выдать концессию на строительство трамвая. Повторно вопрос рассматривался в Городской думе в 1914 году, однако из-за начала Первой мировой войны и ухудшения экономической ситуации эти планы не были реализованы.
9 марта 1946 года Иосиф Сталин подписал постановление Совета Министров СССР о строительстве в Барнауле первой очереди трамвая, сам же трамвай появился в Барнауле 7 ноября 1948 года. Маршрут №1 проходил от площади Свободы до района нынешнего рынка «Юбилейный». В сентябре 1949 года открылось депо №1 на улице Анатолия, оттуда же был пущен маршрут №2 до площади Свободы. В 1950 году маршрут №3 соединил старый мясокомбинат и завод «Барнаултрансмаш», а в 1960 году трамваи пошли по улицам Телефонная, Антона Петрова и Северо-Западная и в Нагорную часть города (1968). В 1986 году трамвайную сеть продлили до микрорайона Поток и ЗСВ. Последнее по времени расширение сети пущено в эксплуатацию в 1996 году, когда соединился отрезок новой линий по ул. Попова на участке от ул. Антона Петрова до ул. Власихинская.
Первые трамвайные вагоны в городе были типа МС. Их привезли из Ленинграда. В 1950-е и 1960-е основу подвижного состава составляли поезда КТМ/КТП-1 и КТМ/КТП-2. С 1971 года в город массово поступали Tatra T3, ставшие основой подвижного состава, с 1985 года — Tatra T6B5. В советское время Барнаул и Новокузнецк — единственные города к востоку от Урала, которые получали чешские трамвайные вагоны и наладили их эксплуатацию, при этом только в Барнауле трамвайные вагоны Tatra (и в частности, Tatra T6B5) составляют основу подвижного состава. В 1990-е годы на короткое время появились и были переданы в Новокузнецк и Бийск современные российские трамвайные вагоны Усть-Катавского вагоностроительного завода 71-608К/71-608КM.
В 1967 году в Барнаул прибыли первые 10 трамвайных вагонов Tatra T3SU двухдверная с завода ЧКД (Чехословакия). Навыки вождения новых трамвайных вагонов барнаульцев учили наставники-москвичи в трамвайном депо им. Апакова, куда была отправлена на обучение первая группа молодых водителей барнаульских трамваев. В 1977 году в Барнаул прибыло ещё несколько крупных партий «Татр». С 1978 года в Барнаул в больших масштабах поставлялись трёхдверные трамвайные вагоны Tatra T3 завода ЧКД, которые вскоре составили основу трамвайного парка города.
В 1982 году трамвайное депо пришлось расширить до вместимости более 100 вагонов. К 1983 году «Татры» уже полностью заменили устаревшие КТМ. В 1985 Барнаульское трамвайное депо решает закупить новые модели для пополнения парка, поскольку первые «Татры» уже начали изнашиваться. В марте 1986 в Барнаул на испытания прибывает первая партия T6B5, состоящая из 8 вагонов, которые поступили в трамвайное депо №1, где им были присвоены номера 1001—1008. До 1990 года в Барнаул прибыло значительное количество новых трамвайных вагонов Tatra T6B5, и город занял 1-е место в СССР, по количеству этих трамвайных вагонов.
Последовавший экономический спад и тяжёлое положение в стране поставили перед руководством трамвайных депо вопрос о необходимости сохранения в рабочем состоянии имеющегося подвижного состава. На протяжении 1990-х годов трамвайные депо города поддерживали в рабочем состоянии даже «Татры» 1970 года выпуска.
С 1992 года началось пополнение Барнаульского трамвайного парка новыми моделями КТМ-71-608 с завода УКВЗ. В 1992 году в город Барнаул прибывает первая партия 71-608К, состоящая из 10 трамвайных вагонов, поступили в трамвайное депо №1, где были присвоены номера 1033—1042. Планировалось со временем полностью обновить парк новыми моделями. Однако, 71-608К проработали на барнаульских линиях только до 1994 года. Причина — низкая техническая подготовка ремонтного персонала, обслуживающего вагонный парк, чья квалификация и навыки не соответствовали возросшим требованиям обслуживания новой техники. В 1994 году все 10 трамвайных вагонов 71-608К были переданы в Новокузнецк взамен на трамвайные вагоны Tatra T6B5. 10 вагонов поступили в трамвайное депо №1, им были присвоены номера 1033—1042.
В мае 1996 года в город Барнаул прибывает первая партия 71-608КМ, состоящая из 5 трамвайных вагонов, поступили в трамвайное депо №1. Через несколько месяцев, прибывает ещё один трамвайный вагон 71-608КМ, всего было закуплено 6 трамвайных вагонов 71-608КМ. Однако, 71-608КМ долгое время простояли на территории трамвайного депо №1, позже были переданы на баланс в трамвайное депо №2, где были присвоены номера 2001—2006. Вагоны новой модели КТМ-71-608, проработали намного дольше, чем предыдущие КТМы. Однако в 2002—2003 годах все они были проданы.
7 ноября 2009 года в трамвайное депо №1 прибыл трамвайный вагон ЛВС-2005, позже был передан на баланс в трамвайное депо №3, где был присвоен номер 3301. Вагон является уникальным, т.к. на нём установлена модернизированная опорная тележка 60ТОО. Не эксплуатировался в период с ноября 2019 года по апрель 2025 года из-за износа тележек.
В августе 2013 года в трамвайное депо №1 прибыли 2 трамвайных вагона АКСМ-62103, позже были переданы на баланс в трамвайное депо №3, где были присвоены номера 3302 и 3303.
В декабре 2015 года власти Барнаула заявили о планах перевести общественный транспорт города (в том числе трамваи) на электронные проездные билеты, которые уже в 2016 году могут заменить кондукторов. В декабре 2020 года МУП «Горэлектротранс» заявило о намерении сократить количество кондукторов на некоторых трамвайных маршрутах в связи с дефицитом кадров, в качестве временной меры.
Осенью 2021 года из Москвы прибывает партия из 10 трамвайных вагонов МТТЧ. 5 трамвайных вагонов были переданы на баланс в трамвайное депо №1, где были присвоены номера 1050—1054. Остальные 5 вагонов были отправлены в город Бийск.
17 мая 2022 года началась эксплуатация трамвайных вагонов МТТЧ.
В 2023 году на маршрутах №1, №7 тестировалась работа трамваев без кондукторов с использованием валидаторов на поручнях, однако эксперимент был признан «неудачным», поскольку за проезд платили только 30 % пассажиров, из-за чего на вышедших в 2024 году на маршруты трамваи БКМ 802Е имеются и валидаторы, и кондукторы, при сохраняющемся дефиците кондукторов на других трамвайных маршрутах.
В период с мая по ноябрь 2023 года велась поставка 10 трамвайных вагонов АСКМ-802Е.
1 февраля 2024 года началась эксплуатация трамвайных вагонов АСКМ-802Е.
12 июня 2024 года был представлен новый низкопольный трамвай 71-501 «Гранит» группы компаний «Союз». Это первый в истории трамвай, собранный в Барнауле. На данный момент трамвайный вагон проходит сертификационные испытания.

## Проекты скоростного трамвая
В советский период, согласно генеральному плану города 1970-х годов, ожидалось, что со временем население города может достичь 900 тыс. человек. Новые Новосиликатный и Северо-Западный промузлы со спальными микрорайонами Восточный, Урожайный и др. предполагалось соединить скоростным трамваем. Строительство первой линии было начато в 1980-х годах, пуск предполагался в 1991 году.
Первая линия должна была пройти через Власихинскую промышленную площадку, депо 3, улицу Малахова, проспекты Космонавтов и Калинина, улицу Полевая (ныне Кулагина) и иметь маршрут №СТ1 «Пивзавод — ул. Попова — ул. Власихинская — ул. Малахова — просп. Космонавтов — просп. Калинина — ул. Кулагина — микрорайон Восточный». Возможно, также иметь и маршрут №СТ2 «Пивзавод — ул. Попова — просп. Космонавтов — просп. Калинина — ул. Кулагина — микрорайон Восточный».
По нормам скоростного трамвая для первой линии были сделаны путепроводы у завода химволокна и на пересечении Павловского тракта и улицы Малахова, а также была проведена реконструкция существующих участков путей. Многокилометровые скоростные участки нынешних маршрутов № 2 до Пивзавода и № 7 вдоль Змеиногорского тракта в нагорную часть города практически не имели пересечений с дорогами в одном уровне и светофоров. Оставалось проложить в 1990-х годах небольшой отрезок линий по проспекту Калинина на участке от улицы Северо-Западная до улицы Полевой (Кулагина).
Предполагалось что линия скоростного трамвая пересечёт центр города от улиц Северо-Западная и Исакова до «завокзального» района и будет иметь подземный участок под вновь формируемой Северной вокзальной площадью и Красноармейским проспектом от улицы Красный Текстильщик до Партизанской улицы — длиной около 3 км с 5 подземными станциями («Проспект Чернышевского», «Аграрный университет», «Молодёжная улица», «Площадь Победы», «Привокзальная площадь»).

## Подвижной состав

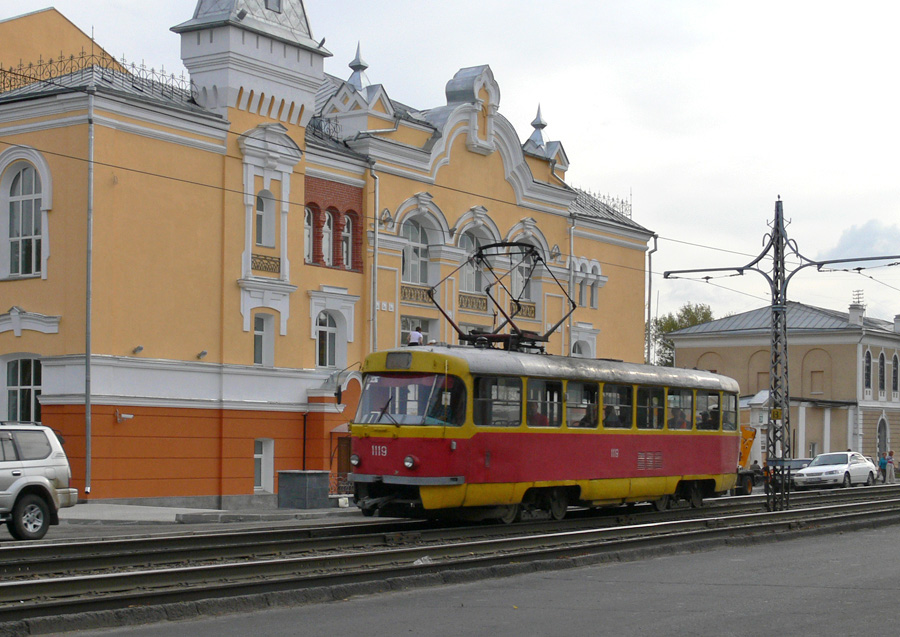
Трамвай Tatra T3SU

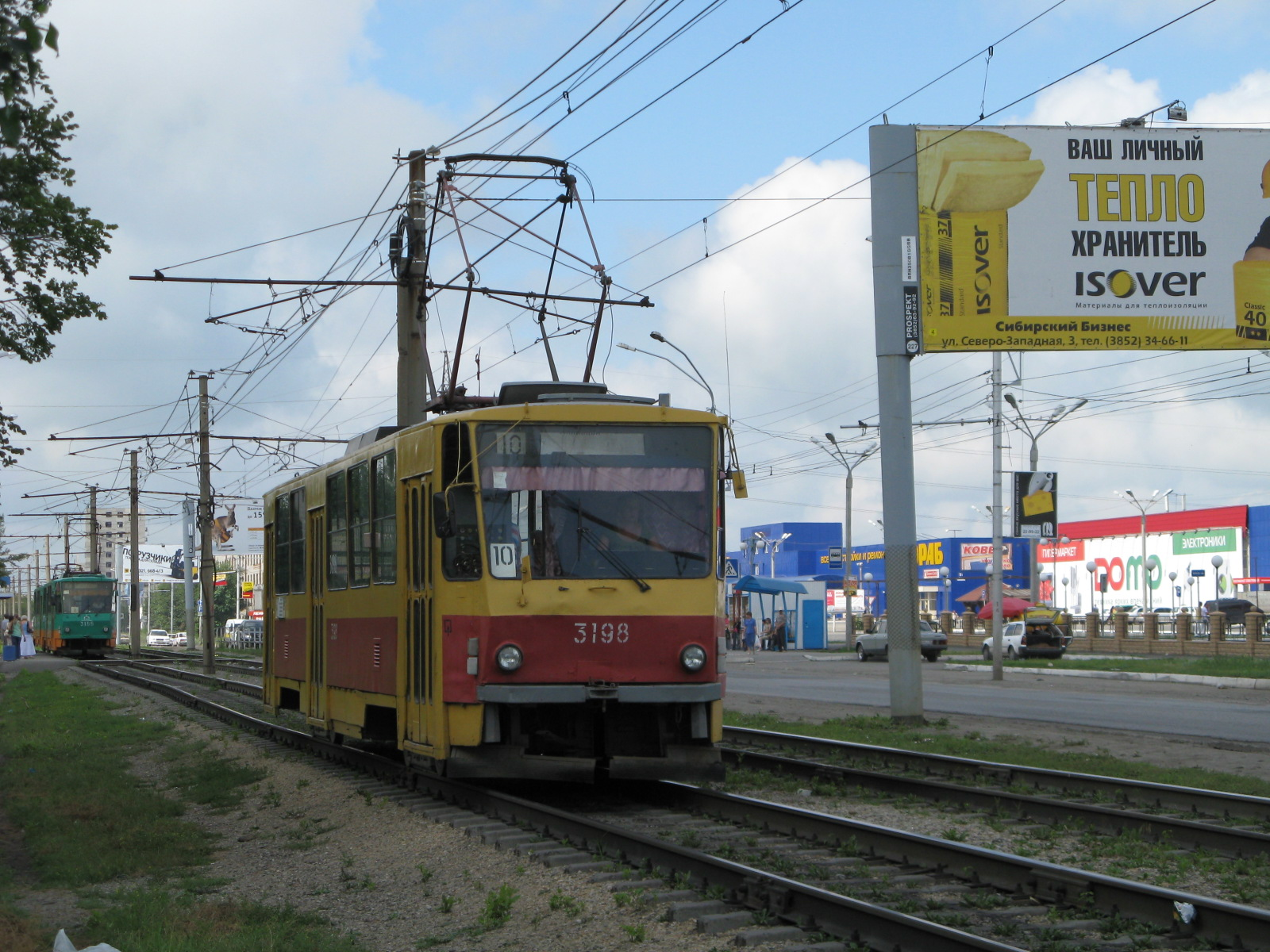
Трамвай Tatra T6B5SU №3198

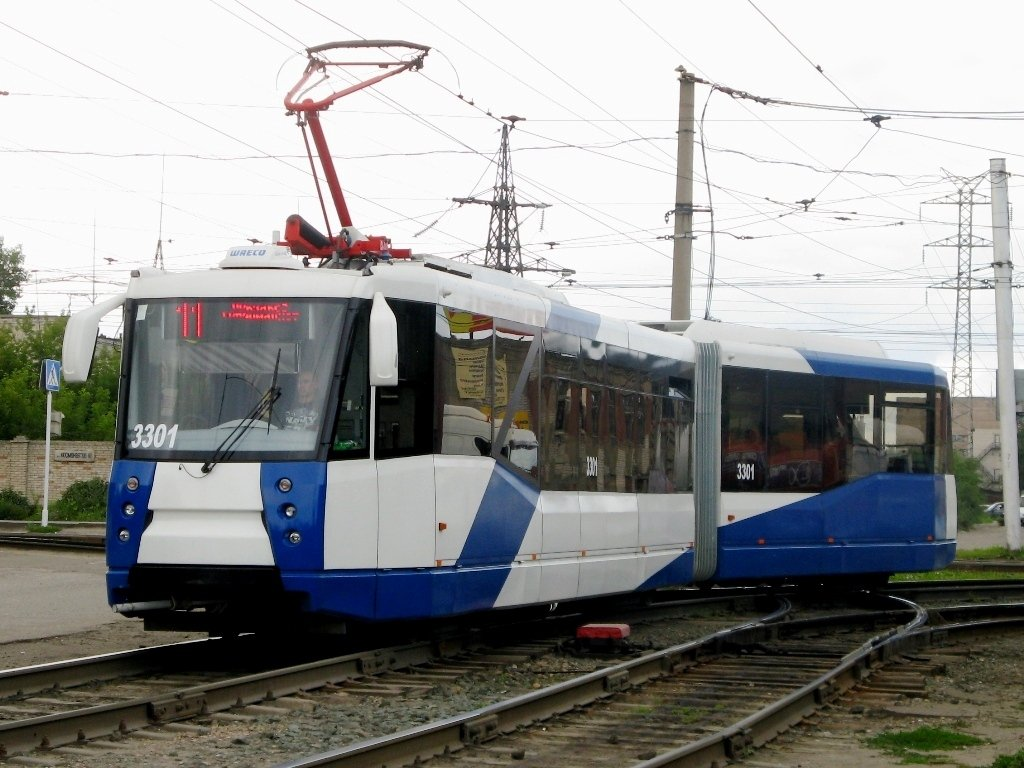
Трамвай 71-152 на улице Малахова

Основа подвижного состава — трамваи Tatra T3SU (c 1971 года), Tatra T6B5SU (с 1985 года), Tatra T3SU КВР Барнаул (с 2010 года) и МТТЧ (с 2021 года). Общее количество вагонов — 247, 204 из них ежедневно выходят на свои маршруты. В настоящее время Барнаул самый восточный город России и единственный город в Сибири, где эксплуатируются Т3 и T6B5, поскольку в Новокузнецке они были списаны, часть вагонов была передана в Барнаул.
7 ноября 2009 года с Петербургского трамвайно-механического завода прибыл и был разгружён в депо №1 односторонний сочленённый двухсекционный трамвайный вагон с асинхронным тяговым электродвигателем и переменным уровнем пола, модели ЛВС-2005 «Пионер», который был презентован 29 декабря 2009 года. 14 сентября 2010 года в Барнаул поступили 8 машинокомплектов для сборки трамвайных вагонов Tatra TB4D из Дрездена. 12 октября 2011 года в Барнаул поступили 6 машинокомплектов трамваев Tatra B3DM, купленные в Хемнице. 2 августа 2013 года в Барнаул поступил один новый белорусский трамвайный вагон АКСМ-62103. 13 августа 2013 года в Барнаул поступил ещё один новый белорусский трамвайный вагон АКСМ-62103. В период с мая по ноябрь 2023 года в город осуществлялась поставка десяти вагонов БКМ 802Е.

## Системы многих единиц
Системы появились на улицах города Барнаула в 1967 году, когда начались поставки первых 10 новых трамвайных вагонов Tatra T3SU двухдверная.
В 1980-х — 1990-х годы все трамвайные вагоны в городе Барнауле были сцеплены в двухвагонные, одиночных трамваев практически не было. Также в период с 1983 года до начала 1990-х годов, испытывали сцепки из трёх трамвайных вагонов Tatra T3SU и Tatra T6B5.
До октября 2006 года сцепки из двух трамвайных вагонов Tatra T3SU и Tatra T6B5 встречались практически на всех маршрутах города Барнаула, кроме маршрутов: №2к и №10к. С октября 2006 года практически все сцепки из трамвайных вагонов Tatra T3SU и Tatra T6B5 были расцеплены, но оставались несколько трамвайных вагонов, работающих по системе многих единиц (СМЕ). Причина расцепления — нерентабельность: снижение пассажиропотока. Большая часть сцепок осталась только на маршруте №1.
С 1 января 2012 года прекратилась эксплуатация трамвайных вагонов по СМЕ. Причина  —  низкий пассажиропоток.
С 23 июня 2014 года, в городе Барнауле на лето вновь временно вводятся дополнительно ещё 6 (2 — Депо №1; 4 — Депо №3) трамвайных поездов и сцепок, работающих по СМЕ: Tatra T3SU: №1097+1124, №1174+1285; Tatra T6B5SU: №3154+3143, №3180+3167, №3196+3008 и №3188+3161. Одна такая, работающая по СМЕ уже действует: Tatra T3SU №1157+1109, которая является резервной системой. Всего по городу действуют 7 трамвайных поездов и сцепок, работающих по СМЕ. Все они работают только на маршрутах №1 и №7.
С 5 июля 2014 года, в городе Барнауле, добавился ещё 1 трамвайный поезд и сцепка, работающая по СМЕ: Tatra T6B5SU №3148+3155.
С 19 июня 2025 года возобновилась эксплуатация трамвайных вагонов Tatra T3SU по СМЕ.
Данные в период 2012—2025 год:
| Система многих единиц | Модель вагона | Примечание |
| --------------------- | ------------- | --- |
| 1105+1124             | Tatra T3SU    | Резервная система с 18 октября 2013 года                                                                      |
| 1135+1153             | Tatra T3SU    | Работает с 19 июня 2025 года                                                                                  |
| 1157+1109             | Tatra T3SU    | Резервная система с 14 мая 2013 года по ноябрь 2014 года. Часто работают поодиночке.(1157-1,7) (1109 — 5,4,3) |
| 1279+1118             | Tatra T3SU    | Резервная система с 27 мая по 1 июня 2013 года                                                                |
| 1157+1158             | Tatra T3SU    | Работал с 29 по 31 декабря 2012 года                                                                          |
| 3008+3007             | Tatra T6B5    | Работал с 21 июля по 4 августа 2012 года                                                                      |
| 3179+3178             | Tatra T6B5    | Работал с 21 июля по 4 августа 2012 года                                                                      |
| 3182+3183             | Tatra T6B5    | Работал с 28 июля по 4 августа 2012 года                                                                      |
| 3242+3043             | Tatra T3SU    | Работает с 19 июня 2025 года                                                                                  |

## Маршруты

### Нумерация маршрутов
В Барнауле действует стандартная нумерация трамвайных маршрутов, их номера связаны в основном с очерёдностью в открытии. Исключение составляет трамвайный маршрут №2 (его исходный маршрут был закрыт и объединён с другим трамвайным маршрутом). Практически не используются и литеры в номерах маршрутов, исключением являлись «короткие» маршруты с литерой «к», например маршрут №3к.
С 1 февраля 2024 года в связи с выходом на маршруты №1, №2 и №10 трамваев БКМ 802Е, им был присовен не только номер, но и своё сочетание маршрутных огней — софитов.

### Действующие маршруты
На данный момент по состоянию на февраль 2024 года, в городе эксплуатируются 8 основных трамвайных маршрутов.
| Действующие маршруты | Действующие маршруты | Действующие маршруты | Действующие маршруты | Действующие маршруты | Действующие маршруты |
| №                    | Софиты               | Маршрут | Депо                 | Интервал             | Примечание |
| -------------------- | -------------------- | --- | -------------------- | -------------------- | --- |
| 1                    | 🟥ㅤ🟥               | пл. Свободы — ул. Ползунова — пр. Красноармейский — пр. Строителей — пр. Ленина — ул. Северо-Западная — пр. Калинина — пр. Космонавтов — ул. Попова — Докучаево                                                                               | 2 и 3                | 8 минут              | С 5:24 до 5:59 четыре рейса следуют по маршруту Депо №3 — пл. Свободы через ул. Северо-Западную В 22:44 один рейс следует по маршруту пл. Свободы — Депо №3 через ул. Северо-Западную Старейший трамвайный маршрут, действует с момента открытие движение трамвая в городе с 7 ноября 1948 года.                                     |
| 2                    | 🟨ㅤ🟥               | Пивзавод — ул. Попова — пр. Космонавтов — Поток | 3                    | 13 минут             | В 22:48 один рейс следует по маршруту Пивзавод — Докучаево В 22:36 один рейс следует по маршруту Поток — Депо №3 В 2017 году непродолжительное время после 21:00 часов вечера, ходил по маршруту Пивзавод — пос. Восточный. |
| 3                    | 🟩ㅤ🟦               | Пивзавод — ул. Попова — ул. Власихинская — ул. Малахова — ул. Антона Петрова — ул. Северо-Западная — пр. Ленина — ул. Кулагина — пос. Восточный                                                                                               | 2 и 3                | 7 минут              | Работает одноместным графиком. |
| 4                    | н/д                  | Депо №1 — ул. Анатолия — пр. Красноармейский — пр. Строителей — пр. Ленина — ул. Кулагина — пос. Восточный | 2 и 3                | 15 минут             | Работает одноместным графиком. |
| 5                    | н/д                  | пл. Свободы — ул. Ползунова — пр. Красноармейский — ул. Анатолия — Депо №1 — ул. Анатолия — ул. Челюскинцев — пр. Строителей — ул. Советской Армии — ул. Телефонная — ул. Антона Петрова — ул. Малахова — пр. Космонавтов — Молочный комбинат | 2 и 3                | 10 минут             | Заезд на кольцо перед закрытым Депо №1. После 20:30, часть рейсов следуют по маршруту Пл. Свободы — Завод РТИ. |
| 7                    | 🟦ㅤ🟦               | Кордон — Змеиногорский тракт — ул. Аванесова — пр. Красноармейский — пр. Строителей — пр. Ленина — ул. Северо-Западная— ул. Антона Петрова — ул. Попова — ул. Власихинская — ул. Малахова — ул. Гридасова — Депо №3                           | 2 и 3                | 10 минут             | В 22:32 один рейс следует по маршруту Кордон — пр. Коммунаров (Депо №2) через пр. Ленина В 22:45 один рейс следует по маршруту Кордон — пр. Коммунаров (Депо №2) через ул. Анатолия В 23:19 один рейс следует по маршруту Депо №3 — пр. Коммунаров (Депо №2) В Родительский день, маршрут следует сокращённым рейсом до пл. Свободы. |
| 9                    | н/д                  | Докучаево — ул. Попова — ул. Антона Петрова — ул. Северо-Западная — пр. Калинина — пр. Космонавтов — ул. Малахова — ул. Антона Петрова — ул. Попова — Докучаево                                                                               | 3                    | 7 минут              | Полукольцевой маршрут №9, следует против часовой стрелки. |
| 10                   | 🟥ㅤ🟩               | Докучаево — ул. Попова — ул. Власихинская — ул. Малахова — пр. Космонавтов — пр. Калинина — ул. Северо-Западная — ул. Антона Петрова — ул. Малахова — ул. Власихинская — ул. Попова — Докучаево                                               | 3                    | 12 минут             | Полукольцевой маршрут №10, следует по часовой стрелке. С 5:28 до 6:15 четыре рейса следуют по маршруту Депо №3 — Докучаево В 22:19 один рейс следует по маршруту Докучаево — ул. Малахова |

| Дополнительные маршруты | Дополнительные маршруты                                                                     | Дополнительные маршруты | Дополнительные маршруты                                                                         |
| №                       | Маршрут                                                                                     | Депо                    | Примечание                                                                                      |
| ----------------------- | ------------------------------------------------------------------------------------------- | ----------------------- | ----------------------------------------------------------------------------------------------- |
| —                       | Депо №1 — ул. Анатолия — пр. Красноармейский — ул. Аванесова — Змеиногорский тракт — Кордон | 1 и 3                   | Действует в «Родительский день». Режим работы: с 7.00/8.00 до 18.00 часов. На линии 15 вагонов. |
| —                       | Малаховское кольцо — ул. Малахова — ул. Гридасова — Депо №3                                 | 3                       | Действует в «Родительский день». Режим работы: с 7.00/8.00 до 18.00 часов. На линии 2 вагона.   |

| Отменённые маршруты | Отменённые маршруты | Отменённые маршруты | Отменённые маршруты | Отменённые маршруты |
| №                   | Маршрут | Открыт              | Закрыт              | Примечание |
| ------------------- | --- | ------------------- | ------------------- | --- |
| 2                   | Депо 1 — Ул. Анатолия — Пр. Красноармейский — Ул. Ползунова — Пл. Свободы | Сентябрь, 1949      | Середина 1980-х     | Объединен с трамваем №7, в 1987 открыт новый маршрут с №2 |
| 3к                  | Депо 2 — ул. Советской Армии — ул. Телефонная — ул. Антона Петрова — ул. Северо-Западная — пр. Ленина — ул. Кулагина — пос. Восточный                                                         | 18 июня 2016        | 4 ноября 2016       | Сезонный маршрут, работавший по выходным утром и вечером с интервалом 30 минут                                                                                                   |
| 6                   | Поток — Пр. Космонавтов — Мясокомбинат | 1967                | 1989                | Изначально ходил по маршруту Молочный институт — Поток Объединен с трамваем №5.                                                                                                  |
| 8                   | Докучаево — Ул. Попова — Ул. Антона Петрова — Ул. Малахова — Пр. Космонавтов — Пр. Калинина — Ул. Северо-западная — Ул. А.Петрова — Ул. Попова — Докучаево                                    | 1969                | 28 марта 2020       | Полукольцевой маршрут №8, следовал по часовой стрелке. «Пара» маршрута №9 |
| 11                  | Пивзавод — Ул. Попова — Ул. Власихинская — Ул. Малахова — Ул. Антона Петрова — Ул. Северо-Западная — Пр. Калинина — Пр. Космонавтов — Ул. Малахова — Ул. Власихинская — Ул. Попова — Пивзавод | 1 октября 1985      | Начало 2012         | До 2011 — Полукольцевой маршрут №11, следовал против часовой стрелки. «Пара» маршрута №10 В последний год работы ходил по маршруту пл. Свободы — Депо №3 Объединён с трамваем №7 |
| 12                  | Докучаево — Ул. Попова — Ул. Антона Петрова — Ул. Телефонная — Ул. Советской Армии — Пр. Строителей — Ул. Челюскинцев — Ул. Анатолия — Пр. Красноармейский — Ул. Ползунова — Пл. Свободы      | 1 апреля 2000       | Ноябрь, 2010        | В 2006—2008 годах работал по маршруту Докучаево — пл. Свободы через ул. Северо-Западную                                                                                          |